# Caucel
Caucel är en ort i Mexiko.   Den ligger i kommunen Mérida och delstaten Yucatán, i den östra delen av landet, 1 000 km öster om huvudstaden Mexico City. Caucel ligger 9 meter över havet och antalet invånare är 6 396.
Terrängen runt Caucel är mycket platt. Runt Caucel är det mycket tätbefolkat, med 1 018 invånare per kvadratkilometer. Närmaste större samhälle är Mérida, 10,0 km öster om Caucel. Trakten runt Caucel består till största delen av jordbruksmark.